# Lucien Michard
Lucien Michard (Épinay-sur-Seine, 17 november 1903 - Aubervilliers, 1 november 1985) was een Frans wielrenner.
Michard werd tweemaal wereldkampioen bij amateurs en in 1924 olympisch kampioen. Nadien stapte Michard over naar de profs. Bij de profs won Michard negen medailles op de wereldkampioenschappen, waaronder vier wereldtitels.

## Resultaten
| Jaar | WK                 | Olympische Zomerspelen |
| ---- | ------------------ | ---------------------- |
| 1923 | sprint             |                        |
| 1924 | sprint             | sprint                 |
| 1925 | sprint bij de prof |                        |
| 1926 | sprint bij de prof |                        |
| 1927 | sprint bij de prof |                        |
| 1928 | sprint bij de prof |                        |
| 1929 | sprint bij de prof |                        |
| 1930 | sprint bij de prof |                        |
| 1931 | sprint bij de prof |                        |
| 1932 | sprint bij de prof |                        |
| 1933 | sprint bij de prof |                        |

1896: Paul Masson ·
1900: Albert Taillandier ·
1920: Maurice Peeters ·
1924: Lucien Michard ·
1928: Roger Beaufrand ·
1932: Jacques van Egmond ·
1936: Toni Merkens ·
1948: Mario Ghella ·
1952: Enzo Sacchi ·
1956: Michel Rousseau ·
1960: Sante Gaiardoni ·
1964: Giovanni Pettenella ·
1968: Daniel Morelon ·
1972: Daniel Morelon ·
1976: Anton Tkáč ·
1980: Lutz Heßlich ·
1984: Mark Gorski ·
1988: Lutz Heßlich ·
1992: Jens Fiedler ·
1996: Jens Fiedler ·
2000: Marty Nothstein ·
2004: Ryan Bayley ·
2008: Chris Hoy · 
2012: Jason Kenny · 
2016: Jason Kenny · 
2020: Harrie Lavreysen · 
2024: Harrie Lavreysen
- Bibliothèque nationale de France: cb167333429 (data)
- Gemeinsame Normdatei: 1050550277
- International Standard Name Identifier: 0000 0004 3429 3542
- Système universitaire de documentation: 121803279
- Virtual International Authority File: 308694794
- WorldCat: E39PBJfGTPpRwfdmMXhrCthT73